# Сила інерції
Си́ла іне́рції — сила спротиву тіла активній силі, яка намагається його прискорити.
{\displaystyle \mathbf {F} =-m\mathbf {a} },
де {\displaystyle \mathbf {F} } — сила інерції, m — маса тіла, {\displaystyle \mathbf {a} } — прискорення тіла, яке здійснила зовнішня сила.
Сили інерції реальні, бо вони в неінерційній системі координат можуть здійснювати роботу.
Всі реально існуючи системи відліку неінерційні і у всіх них діють реальні пасивні сили інерції у повній відповідності з третім законом Ньютона.

## Сила інерції в системі, що обертається
У системі, що обертається довкола осі, сила інерції набирає вигляд:
{\displaystyle (1)\qquad \mathbf {F} =-2m{\boldsymbol {\omega }}\times \mathbf {v} -m{\boldsymbol {\omega }}\times ({\boldsymbol {\omega }}\times \mathbf {r} )-m{\frac {d{\boldsymbol {\omega }}}{dt}}\times \mathbf {r} } ,
де {\displaystyle {\boldsymbol {\omega }}} кутова швидкість, а v швидкість об'єкта в системі, що обертається.

Перший доданок у формулі (1) називається силою Коріоліса, ця сила перпендикулярна до швидкості. Другий доданок — це відцентрова сила, а третій враховує кутове прискорення неінерційної системи координат.

## Виведення формул виходячи з класичної механіки

### Координати і радіус-вектор
Нехай ми маємо інерційну систему координат {\displaystyle \{x,y,z\}}, яку будемо вважати нерухомою і радіус-вектор від початку цієї системи координат до довільної точки простору позначимо великою буквою {\displaystyle \mathbf {R} }. 

Одночасно будемо розглядати і рухому систему координат {\displaystyle \{x_{1},x_{2},x_{3}\}}, початок координат якої {\displaystyle \mathbf {R} _{0}} рухається з часом:
{\displaystyle (2)\qquad \mathbf {R} _{0}=\mathbf {R} _{0}(t)}
а координатні вектори {\displaystyle \{\mathbf {a} _{1},\mathbf {a} _{2},\mathbf {a} _{3}\}} якої утворюють ортонормований базис, який якось обертається з часом:
{\displaystyle (3)\qquad \mathbf {a} _{1}=\mathbf {a} _{1}(t),\;\mathbf {a} _{2}=\mathbf {a} _{2}(t),\;\mathbf {a} _{3}=\mathbf {a} _{3}(t)}
Радіус-вектор {\displaystyle \mathbf {r} } відносно початку рухомої системи координат можна розкласти за цим базисом, коефіцієнтами розкладу будуть координати рухомої системи координат:
{\displaystyle (4)\qquad \mathbf {r} =\mathbf {a} _{1}x_{1}+\mathbf {a} _{2}x_{2}+\mathbf {a} _{3}x_{3}=A\mathbf {x} }
Остання рівність — це запис формули (4) в матричній формі, матриця {\displaystyle A=A(t)} складається з координат базисних векторів наступним чином:
{\displaystyle (5)\qquad A=\left(\mathbf {a} _{1}\mathbf {a} _{2}\mathbf {a} _{3}\right)={\begin{bmatrix}a_{1x}&a_{2x}&a_{3x}\\a_{1y}&a_{2y}&a_{3y}\\a_{1z}&a_{2z}&a_{3z}\end{bmatrix}}}
Як відомо з курсу лінійної алгебри, така матриця буде ортогональною, і обернена до неї матриця збігається з транспонованою. Дійсно, множачи матрицю {\displaystyle A} зліва на її транспоновану {\displaystyle A^{T}}, одержимо матрицю Грамма, яка складається зі скалярних добутків:
{\displaystyle (6)\qquad A^{T}A={\begin{bmatrix}a_{1x}&a_{1y}&a_{1z}\\a_{2x}&a_{2y}&a_{2z}\\a_{3x}&a_{3y}&a_{3z}\end{bmatrix}}{\begin{bmatrix}a_{1x}&a_{2x}&a_{3x}\\a_{1y}&a_{2y}&a_{3y}\\a_{1z}&a_{2z}&a_{3z}\end{bmatrix}}={\begin{bmatrix}(\mathbf {a} _{1}\cdot \mathbf {a} _{1})&(\mathbf {a} _{1}\cdot \mathbf {a} _{2})&(\mathbf {a} _{1}\cdot \mathbf {a} _{3})\\(\mathbf {a} _{2}\cdot \mathbf {a} _{1})&(\mathbf {a} _{2}\cdot \mathbf {a} _{2})&(\mathbf {a} _{2}\cdot \mathbf {a} _{3})\\(\mathbf {a} _{3}\cdot \mathbf {a} _{1})&(\mathbf {a} _{3}\cdot \mathbf {a} _{2})&(\mathbf {a} _{3}\cdot \mathbf {a} _{3})\end{bmatrix}}}
а матриця Грамма дорівнює одиничній матриці оскільки наші базисні вектори взаємно ортогональні і мають одиничні довжини. Отже:
{\displaystyle (7)\qquad A^{-1}=A^{T},\qquad AA^{T}=E={\begin{bmatrix}1&0&0\\0&1&0\\0&0&1\end{bmatrix}}}
Підсумовуючи сказане, запишемо радіус-вектор довільної точки простору через координати рухомої системи координат:
{\displaystyle (8)\qquad \mathbf {R} =A\mathbf {x} +\mathbf {R} _{0}}

### Швидкість
Продиференціюємо формулу (8) по часу:
{\displaystyle (9)\qquad {\dot {\mathbf {R} }}={\dot {A}}\mathbf {x} +A{\dot {\mathbf {x} }}+{\dot {\mathbf {R} }}_{0}}
Позначимо через {\displaystyle \mathbf {v} _{0}} швидкість руху початку координат:
{\displaystyle (10)\qquad \mathbf {v} _{0}={\dot {\mathbf {R} }}_{0}}
Далі, середній доданок в формулі (8) є вектором швидкості точки з координатами {\displaystyle \{x_{1}(t),x_{2}(t),x_{3}(t)\}} відносно рухомої системи координат, позначимо її буквою {\displaystyle \mathbf {v} }:
{\displaystyle (11)\qquad \mathbf {v} =A{\dot {\mathbf {x} }}=\mathbf {a} _{1}{dx_{1} \over dt}+\mathbf {a} _{2}{dx_{2} \over dt}+\mathbf {a} _{3}{dx_{3} \over dt}}
Залишилося розібратися з першим доданком у формулі (9). Очевидно, що похідна матриці {\displaystyle A} має бути пропорційною вектору кутової швидкості {\displaystyle {\boldsymbol {\omega }}}. Але як саме? Спробуємо записати таку матричну рівність:
{\displaystyle (12)\qquad {\dot {A}}=\Omega A}
де {\displaystyle \Omega } — деяка матриця. Ясно, що ми завжди можемо записати (12), оскільки матриця {\displaystyle A} невироджена і тому {\displaystyle \Omega } однозначно знаходиться за відомою матрицею {\displaystyle A} та її похідною:
{\displaystyle (13)\qquad \Omega ={\dot {A}}A^{-1}={\dot {A}}A^{T}}
Ця матриця антисиметрична, оскільки:
{\displaystyle (14)\qquad \Omega ^{T}=\left({\dot {A}}A^{T}\right)=A{\dot {A}}^{T}={d \over dt}\left(AA^{T}\right)-{\dot {A}}A^{T}=-\Omega }
В антисиметричній матриці третього порядку є лише {\displaystyle \left(N=C_{n}^{2}=C_{3}^{2}=3\right)} три незалежні відмінні від нуля компоненти. Якщо ми їх позначимо наступним чином:
{\displaystyle (15)\qquad \Omega ={\begin{bmatrix}0&-\omega _{z}&\omega _{y}\\\omega _{z}&0&-\omega _{x}\\-\omega _{y}&\omega _{x}&0\end{bmatrix}}}
то дія такої матриці на вектор дорівнюватиме векторному добутку {\displaystyle {\boldsymbol {\omega }}} на цей вектор:
{\displaystyle (16)\qquad \Omega \mathbf {r} ={\begin{bmatrix}0&-\omega _{z}&\omega _{y}\\\omega _{z}&0&-\omega _{x}\\-\omega _{y}&\omega _{x}&0\end{bmatrix}}{\begin{pmatrix}x\\y\\z\end{pmatrix}}={\begin{pmatrix}\omega _{y}z-\omega _{z}y\\\omega _{z}x-\omega _{x}z\\\omega _{x}y-\omega _{y}x\end{pmatrix}}={\boldsymbol {\omega }}\times \mathbf {r} }
Тепер формулу (9) ми можемо переписати так:
{\displaystyle (17)\qquad \mathbf {v} _{abs}={\dot {\mathbf {R} }}={\dot {A}}\mathbf {x} +A{\dot {\mathbf {x} }}+{\dot {\mathbf {R} }}_{0}=\Omega A\mathbf {x} +\mathbf {v} +\mathbf {v} _{0}={\boldsymbol {\omega }}\times \mathbf {r} +\mathbf {v} +\mathbf {v} _{0}}
При записі останньої рівності ми скористалися формулами (4) і (16). Як бачимо, справжня (абсолютна швидкість) матеріальної точки складається з трьох доданків: швидкості {\displaystyle {\boldsymbol {\omega }}\times \mathbf {r} }, пов'язаної з обертанням рухомої системи координат; швидкості {\displaystyle \mathbf {v} } відносно цієї системи координат; та поступальної швидкості {\displaystyle \mathbf {v} _{0}} з якою рухається початок координат {\displaystyle \mathbf {R} _{0}}.

### Прискорення
Продиференціюємо формулу (9) ще раз, одержимо:
{\displaystyle (18)\qquad {\ddot {\mathbf {R} }}={\ddot {A}}\mathbf {x} +2{\dot {A}}{\dot {\mathbf {x} }}+A{\ddot {\mathbf {x} }}+{\ddot {\mathbf {R} }}_{0}}
Обчислимо спочатку перший доданок формули (18):
{\displaystyle (19)\qquad {\ddot {A}}\mathbf {x} ={d \over dt}\left(\Omega A\right)\mathbf {x} ={\dot {\Omega }}A\mathbf {x} +\Omega \left(\Omega A\right)\mathbf {x} ={\dot {\Omega }}\mathbf {r} +\Omega \left(\Omega \mathbf {r} \right)}
Переходячи від матричних позначень до векторних за формулою (16), знаходимо:
{\displaystyle (20)\qquad {\ddot {A}}\mathbf {x} ={\dot {\boldsymbol {\omega }}}\times \mathbf {r} +{\boldsymbol {\omega }}\times \left({\boldsymbol {\omega }}\times \mathbf {r} \right)}
Далі обчислюємо другий доданок, врахувавши формулу (11):
{\displaystyle (21)\qquad 2{\dot {A}}{\dot {\mathbf {x} }}=2\Omega A{\dot {\mathbf {x} }}=2\Omega \mathbf {v} =2\left({\boldsymbol {\omega }}\times \mathbf {v} \right)}
Третій доданок дорівнює прискоренню {\displaystyle \mathbf {a} } відносно рухомої системи координат:
{\displaystyle (22)\qquad A{\ddot {\mathbf {x} }}=\mathbf {a} _{1}{d^{2}x_{1} \over dt^{2}}+\mathbf {a} _{2}{d^{2}x_{2} \over dt^{2}}+\mathbf {a} _{3}{d^{2}x_{3} \over dt^{2}}}
Нарешті останній доданок враховує поступальне прискорення {\displaystyle \mathbf {a} _{0}} початку координат рухомої системи.

### Сили
Ліва частина формули (18) є прискоренням {\displaystyle \mathbf {a} _{abs}} в нерухомій (інерціальній) системі координат, а тому для цього прискорення ми можемо записати другий закон Ньютона:
{\displaystyle (23)\qquad \mathbf {F} =m\mathbf {a} _{abs}=m{\ddot {\mathbf {R} }}}
де {\displaystyle \mathbf {F} } — рівнодійна усіх справжніх сил. З формул (18-23) одержуємо:
{\displaystyle (24)\qquad m\mathbf {a} =\mathbf {F} -m\left({\dot {\boldsymbol {\omega }}}\times \mathbf {r} \right)-m\left({\boldsymbol {\omega }}\times \left({\boldsymbol {\omega }}\times \mathbf {r} \right)\right)-2m\left({\boldsymbol {\omega }}\times \mathbf {v} \right)-m\mathbf {a} _{0}}

## Вивід формул виходячи із загальної теорії відносності
Формула (1) є формулою класичної механіки, і її можна виводити не звертаючись до теорії відносності. Але вивід цієї (але вже уточненої) формули не складно зробити і в теорії відносності.
Виходячи з принципу еквівалентності, в довільній (в тому числі криволінійній) системі координат, добуток маси матеріальної точки на прискорення дорівнює:
{\displaystyle (25)\qquad m{d^{2}x^{i} \over d\tau ^{2}}=-m\Gamma _{jk}^{i}{dx^{j} \over d\tau }{dx^{k} \over d\tau }+F^{i}}
де {\displaystyle \tau } — власний час матеріальної точки, перший доданок (з символами Крістофеля) в правій стороні формули (25) відповідає силам інерції та гравітації, а другий доданок — це реальні сили {\displaystyle F^{i}}.

Зосередимося на силах інерції, поклавши {\displaystyle F^{i}=0}, а також вважаючи простір-час плоским, тобто відсутня гравітація, яка виникає внаслідок викривлення простору-часу. В плоскому просторі-часі можна обрати інерційну декартову систему координат {\displaystyle \{x^{0},x^{1},x^{2},x^{3}\}}, де перша координата напрямлена вздовж осі часу {\displaystyle x^{0}=ct}, а решта — це три просторові координати {\displaystyle x^{1}=x,\,x^{2}=y,\,x^{3}=z}

В цій системі координат метричний тензор є константою, тобто метрикою Мінковського:
{\displaystyle (26)\qquad (g_{ij})={\begin{bmatrix}1&0&0&0\\0&-1&0&0\\0&0&-1&0\\0&0&0&-1\end{bmatrix}}}
і всі символи Крістофеля дорівнюють нулю. В цій системі координат, згідно з (25), сили інерції дорівнюють нулю. 

Розглянемо тепер іншу систему координат {\displaystyle \{{\hat {x}}^{0},{\hat {x}}^{1},{\hat {x}}^{2},{\hat {x}}^{3}\}}, в ній символи Крістофеля дорівнюють:
{\displaystyle (27)\qquad {\hat {\Gamma }}_{jk}^{i}=-{\partial x^{p} \over \partial {\hat {x}}^{j}}{\partial x^{q} \over \partial {\hat {x}}^{k}}{\partial ^{2}{\hat {x}}^{i} \over \partial x^{p}\partial x^{q}}}

### Чотиривимірні координати
Будемо вважати цю нову систему координат рухомою і декартовою щодо просторових координат, тобто функції переходу від рухомої до абсолютної системи координат {\displaystyle x^{i}=x^{i}({\hat {x}}^{0},{\hat {x}}^{1},{\hat {x}}^{2},{\hat {x}}^{3})} даються формулами аналогічними (8):
{\displaystyle (28)\qquad x^{0}={\hat {x}}^{0}=ct}
{\displaystyle \qquad x^{1}=a_{1}^{1}{\hat {x}}^{1}+a_{2}^{1}{\hat {x}}^{2}+a_{3}^{1}{\hat {x}}^{3}+b^{1}}
{\displaystyle \qquad x^{2}=a_{1}^{2}{\hat {x}}^{1}+a_{2}^{2}{\hat {x}}^{2}+a_{3}^{2}{\hat {x}}^{3}+b^{2}}
{\displaystyle \qquad x^{3}=a_{1}^{3}{\hat {x}}^{1}+a_{2}^{3}{\hat {x}}^{2}+a_{3}^{3}{\hat {x}}^{3}+b^{3}}
де коефіцієнти {\displaystyle a_{j}^{i},\,b^{i}} (при {\displaystyle i,j=\left\{1,2,3\right\}}) залежать тільки від часу, тобто від нульової координати {\displaystyle {\hat {x}}^{0}=ct}:
{\displaystyle (29)\qquad a_{j}^{i}=a_{j}^{i}(t),\qquad b^{i}=b^{i}(t)}
і коефіцієнти {\displaystyle a_{j}^{i}} разом утворюють тривимірну ортогональну матрицю.
Підставляючи функції (28) в (27), ми можемо обчислити всі коефіцієнти Крістофеля, а отже і траєкторію руху матеріальної точки за формулою (25), не вдаючись до аналізу сил інерції.

Тут ми обчислимо тільки матрицю переходу {\displaystyle {\partial x^{i} \over \partial {\hat {x}}^{j}}} між цими системами координат, відокремлюючи часову координату від просторових:
{\displaystyle (30)\qquad {\partial x^{0} \over \partial {\hat {x}}^{0}}=1,\qquad {\partial x^{0} \over \partial {\hat {x}}^{i}}=0,\qquad {\partial x^{i} \over \partial {\hat {x}}^{j}}=a_{j}^{i}}
{\displaystyle (31)\qquad {\partial x^{i} \over \partial {\hat {x}}^{0}}={1 \over c}\left(\sum _{k=1}^{3}{\dot {a}}_{k}^{i}{\hat {x}}^{k}+{\dot {b}}^{i}\right)={u^{i} \over c}}
В формулах (30), (31) індекси {\displaystyle i,j,k} пробігають просторові компоненти {\displaystyle \left\{1,2,3\right\}}. У формулі (31) через {\displaystyle u^{i}} позначено швидкість точок рухомої системи координат відносно нерухомої:
{\displaystyle (32)\qquad \mathbf {u} ={\dot {A}}{\hat {\mathbf {x} }}+{\dot {\mathbf {b} }}=\Omega (A\mathbf {x} )+\mathbf {v} _{0}=\Omega \mathbf {r} +\mathbf {v} _{0}={\boldsymbol {\omega }}\times \mathbf {r} +\mathbf {v} _{0}}

### Тривимірний образ сил інерції
Величина з одним індексом:
{\displaystyle (33)\qquad {\tilde {F}}^{i}=-m{\hat {\Gamma }}_{jk}^{i}{d{\hat {x}}^{j} \over d\tau }{d{\hat {x}}^{k} \over d\tau }}
подібна до 4-вектора, але «неправильно» змінюються при заміні координат. Зафіксувавши нашу рухому систему координат {\displaystyle {\hat {x}}^{i}}, ми можемо розглянути два геометричні об'єкти: 4-вектор {\displaystyle {\tilde {F}}^{i}} і тривимірну гіперповерхню (в даному разі це гіперплощина), яка залежить від трьох параметрів {\displaystyle {\hat {x}}^{1},{\hat {x}}^{2},{\hat {x}}^{3}} при фіксованому часі {\displaystyle \left(x^{0}=const\right)}. Ми можемо ортогонально спроектувати {\displaystyle {\tilde {F}}^{i}} на цю гіперповерхню, і одержати тривимірний вектор сили інерції. Координати цього вектора будуть виражатися через коваріантні координати псевдовектора
{\displaystyle (34)\qquad ({\tilde {F}})_{i}=-{\hat {g}}_{ij}{\tilde {F}}^{j}}
Докладніше про це у статті «Тривимірні тензори всередині чотиривимірних». Отже маємо вираз сили інерції через символи Крістофеля з нижніми індексами:
{\displaystyle (35)\qquad ({\tilde {F}})_{i}=m{\hat {\Gamma }}_{jk,i}{d{\hat {x}}^{j} \over d\tau }{d{\hat {x}}^{k} \over d\tau }}
Цю формулу ми розглядаємо, обмежившись просторовими значеннями індексу {\displaystyle i=\{1,2,3\}.}
Символи Крістофеля обчислюються через метричний тензор за формулою:
{\displaystyle (36)\qquad {\hat {\Gamma }}_{jk,i}={1 \over 2}\left({\partial {\hat {g}}_{ik} \over \partial {\hat {x}}^{j}}+{\partial {\hat {g}}_{ji} \over \partial {\hat {x}}^{k}}-{\partial {\hat {g}}_{jk} \over \partial {\hat {x}}^{i}}\right)}
Отже нам треба спочатку обчислити метричний {\displaystyle {\hat {g}}_{ij}} тензор в рухомій системі координат.

### Метрика в неінерційній системі відліку
Оскільки в абсолютній системі координат метричний тензор дорівнює метриці Мінковського (26), ми можемо за тензорними правилами перерахувати цей тензор в рухому систему координат:
{\displaystyle (37)\qquad {\hat {g}}_{ij}={\partial x^{k} \over \partial {\hat {x}}^{i}}{\partial x^{l} \over \partial {\hat {x}}^{j}}={\partial x^{0} \over \partial {\hat {x}}^{i}}{\partial x^{0} \over \partial {\hat {x}}^{j}}-\sum _{k=1}^{3}{\partial x^{k} \over \partial {\hat {x}}^{i}}{\partial x^{k} \over \partial {\hat {x}}^{j}}}
Якщо обидва індекси {\displaystyle i,j} набувають просторових значень {\displaystyle i=\{1,2,3\}}, то перший доданок дорівнюватиме нулю згідно з (30). Знаходимо:
{\displaystyle (38)\qquad {\hat {g}}_{ij}=-\sum _{k=1}^{3}{\partial x^{k} \over \partial {\hat {x}}^{i}}{\partial x^{k} \over \partial {\hat {x}}^{j}}=-\sum _{k=1}^{3}a_{i}^{k}a_{j}^{k}=-(A^{T}A)_{ij}=-\delta _{ij}}
оскільки матриця {\displaystyle A} ортогональна.
Далі, знаходимо мішані просторово-часові компоненти метричного тензора, тут також перший доданок в правій частині формули (37) перетворюється в нуль:
{\displaystyle (39)\qquad {\hat {g}}_{0i}=-\sum _{k=1}^{3}{\partial x^{k} \over \partial {\hat {x}}^{0}}{\partial x^{k} \over \partial {\hat {x}}^{i}}=-\sum _{k=1}^{3}{u^{k} \over c}a_{i}^{k}=-{1 \over c}(A^{-1}\mathbf {u} )_{i}}
тобто дорівнюють компонентам швидкості {\displaystyle {\mathbf {u}  \over c}} в рухомій системі координат.
Нарешті, часова компонента метричного тензора дорівнює:
{\displaystyle (40)\qquad {\hat {g}}_{00}=\left({\partial x^{0} \over \partial {\hat {x}}^{0}}\right)^{2}-\sum _{k=1}^{3}\left({\partial x^{k} \over \partial {\hat {x}}^{0}}\right)^{2}=1-{\mathbf {u} ^{2} \over c^{2}}}
Формули (38-40) повністю описують метричний тензор, який ми тепер можемо зобразити у вигляді матриці:
{\displaystyle (41)\qquad ({\hat {g}}_{ij})={\begin{bmatrix}1-{\mathbf {u} ^{2} \over c^{2}}&-{u_{x} \over c}&-{u_{y} \over c}&-{u_{z} \over c}\\-{u_{x} \over c}&-1&0&0\\-{u_{y} \over c}&0&-1&0\\-{u_{z} \over c}&0&0&-1\end{bmatrix}}}
Користуючись метричним тензором ми можемо обчислити диференціал власного часу матеріальної точки:
{\displaystyle (42)\qquad c^{2}(d\tau )^{2}={\hat {g}}_{ij}d{\hat {x}}^{i}d{\hat {x}}^{j}=\left(1-{\mathbf {u} ^{2} \over c^{2}}\right)(d{\hat {x}}^{0})^{2}+2\sum _{i=1}^{3}\left(-{u^{i} \over c}\right)d{\hat {x}}^{0}d{\hat {x}}^{i}-\sum _{i=1}^{3}(d{\hat {x}}^{i})^{2}=\left(c^{2}-(\mathbf {u} +\mathbf {v} )^{2}\right)dt^{2}}
{\displaystyle (43)\qquad d\tau ={\sqrt {1-{\mathbf {v} _{abs}^{2} \over c^{2}}}}dt}

### Продовження обчислень сил інерції
Розділимо суму в правій частині формули (35) на три доданки, відокремлюючи доданки з просторовими координатами від доданків з часовою координатою:
{\displaystyle (44)\qquad ({\tilde {F}})_{i}=m{\hat {\Gamma }}_{00,i}{d{\hat {x}}^{0} \over d\tau }{d{\hat {x}}^{0} \over d\tau }+2m\sum _{j=1}^{3}{\hat {\Gamma }}_{0j,i}{d{\hat {x}}^{0} \over d\tau }{d{\hat {x}}^{j} \over d\tau }+m\sum _{j,k=1}^{3}{\hat {\Gamma }}_{jk,i}{d{\hat {x}}^{j} \over d\tau }{d{\hat {x}}^{k} \over d\tau }}
Почнемо аналіз цієї формули з останнього доданка. Оскільки символи Крістофеля обчислюються за формулою (36), а просторова частина метричного тензора є константою (38), то символи Крістофеля перетворюються в нуль і останній доданок у формулі (44) зникає.
Далі розглянемо середній доданок — він пропорційний швидкості а тому є силою Коріоліса. Знаходимо відповідний символ Крістофеля:
{\displaystyle (45)\qquad {\hat {\Gamma }}_{0j,i}={1 \over 2}\left({\partial {\hat {g}}_{ij} \over \partial {\hat {x}}^{0}}+{\partial {\hat {g}}_{0i} \over \partial {\hat {x}}^{j}}-{\partial {\hat {g}}_{0j} \over \partial {\hat {x}}^{i}}\right)}
Перший доданок у формулі (45) дорівнює нулю внаслідок (38), а решта два доданки в сумі дають деяку тривимірну антисиметричну за індексами {\displaystyle \{ij\}} матрицю. Ця матриця є по-перше, компонентами ротора векторного поля {\displaystyle \mathbf {u} }, обчисленими в рухомій системі координат; а по-друге, ця матриця з точністю до постійного множника {\displaystyle -{1/c}} збігається з матрицею {\displaystyle \Omega } (формула (13)), але компоненти якої обчислені в рухомій системі координат:
{\displaystyle (46)\qquad {\hat {\Gamma }}_{0j,i}={1 \over 2}\left({\partial  \over \partial {\hat {x}}^{j}}(-{1 \over c}A^{T}\mathbf {u} )_{i}-{\partial  \over \partial {\hat {x}}^{i}}(-{1 \over c}A^{T}\mathbf {u} )_{j}\right)=}
{\displaystyle =-{1 \over 2c}\left({\partial  \over \partial {\hat {x}}^{j}}(A^{T}{\dot {A}}{\hat {\mathbf {x} }}+A^{T}{\dot {\mathbf {b} }})_{i}-{\partial  \over {\hat {\partial }}x^{i}}(A^{T}{\dot {A}}{\hat {\mathbf {x} }}+{\dot {\mathbf {b} }})_{i}\right)=-{1 \over c}\left(A^{T}{\dot {A}}\right)_{ij}=-{1 \over c}\left(A^{T}\Omega A\right)_{ij}}
Отже сила Коріоліса дорівнює:
{\displaystyle (47)\qquad ({\tilde {F}})_{i}=2m\sum _{j=1}^{3}{\hat {\Gamma }}_{0j,i}{d{\hat {x}}^{0} \over d\tau }{d{\hat {x}}^{j} \over d\tau }=-2m{1 \over c}\sum _{j=1}^{3}\left(A^{T}\Omega A\right)_{ij}c({dt \over d\tau })^{2}{d{\hat {x}}^{j} \over dt}}
Враховуючи формулу (43), ми можемо записати цю формулу у векторному вигляді:
{\displaystyle (48)\qquad \mathbf {F} _{Corr}=-{2m({\boldsymbol {\omega }}\times \mathbf {v} ) \over 1-{\mathbf {v} _{abs}^{2} \over c^{2}}}}
Обчислимо, нарешті, перший доданок у формулі (44). Для цього знаходимо відповідний символ Крістофеля:
{\displaystyle (49)\qquad {\hat {\Gamma }}_{00,i}={1 \over 2}\left(2{\partial {\hat {g}}_{0i} \over \partial {\hat {x}}^{0}}-{\partial {\hat {g}}_{00} \over \partial {\hat {x}}^{i}}\right)={1 \over c}{\partial  \over \partial t}\left(-{1 \over c}A^{T}\mathbf {u} \right)_{i}-{1 \over 2}{\partial  \over \partial {\hat {x}}^{i}}\left(1-{\mathbf {u} ^{2} \over c^{2}}\right)}
Розпишемо докладніше обидва доданки цієї формули, підставляючи вираз для {\displaystyle \mathbf {u} } із формули (32) і виконуючи диференціювання. Перший доданок дорівнює:
{\displaystyle (50)\qquad -{1 \over c^{2}}{\partial  \over \partial t}{\bigg |}_{{\hat {x}}=const}\left(A^{T}({\dot {A}}{\hat {\mathbf {x} }}+{\dot {\mathbf {b} }})\right)_{i}=-{1 \over c^{2}}\left[{\dot {A}}^{T}({\dot {A}}{\hat {\mathbf {x} }}+{\dot {\mathbf {b} }})+A^{T}({\ddot {A}}{\hat {\mathbf {x} }}+{\ddot {\mathbf {b} }})\right]_{i}}
а другий:
{\displaystyle (51)\qquad {1 \over 2c^{2}}{\partial  \over \partial {\hat {x}}^{i}}({\dot {A}}{\hat {\mathbf {x} }}+{\dot {\mathbf {b} }})^{2}={1 \over c^{2}}\left[{\dot {A}}^{T}({\dot {A}}{\hat {\mathbf {x} }}+{\dot {\mathbf {b} }})\right]_{i}}
Як бачимо, доданок (51) знищується з першим доданком в правій частині формули (50). Отже для символу Крістофеля маємо:
{\displaystyle (52)\qquad {\hat {\Gamma }}_{00,i}=-{1 \over c^{2}}\left(A^{T}({\ddot {A}}{\hat {\mathbf {x} }}+{\ddot {\mathbf {b} }})\right)_{i}}
Враховуючи формулу (20), формула (52) є просто координатою (відносно рухомої системи координат) наступного тривимірного вектора:
{\displaystyle (54)\qquad -{1 \over c^{2}}\left({\dot {\boldsymbol {\omega }}}\times \mathbf {r} +{\boldsymbol {\omega }}\times ({\boldsymbol {\omega }}\times \mathbf {r} )+\mathbf {a} _{0}\right)}
Отже у векторному виді перший доданок (44) запишеться так:
{\displaystyle (55)\qquad m{\hat {\boldsymbol {\Gamma }}}_{00}{d{\hat {x}}^{0} \over d\tau }{d{\hat {x}}^{0} \over d\tau }=-{m \over c^{2}}\left({\dot {\boldsymbol {\omega }}}\times \mathbf {r} +{\boldsymbol {\omega }}\times ({\boldsymbol {\omega }}\times \mathbf {r} )+\mathbf {a} _{0}\right)\left(c{dt \over d\tau }\right)^{2}={-m({\dot {\boldsymbol {\omega }}}\times \mathbf {r} )-m({\boldsymbol {\omega }}\times ({\boldsymbol {\omega }}\times \mathbf {r} ))-m\mathbf {a} _{0} \over 1-{\mathbf {v} _{abs}^{2} \over c^{2}}}}
Підставляючи (48) і (55) в формулу (44), і згадуючи, що третій доданок в правій частині (44) дорівнює нулю, одержуємо остаточний вираз для сил інерції:
{\displaystyle (56)\qquad {\tilde {\mathbf {F} }}={{-m\left({\dot {\boldsymbol {\omega }}}\times \mathbf {r} \right)-m\left({\boldsymbol {\omega }}\times \left({\boldsymbol {\omega }}\times \mathbf {r} \right)\right)-2m\left({\boldsymbol {\omega }}\times \mathbf {v} \right)-m\mathbf {a} _{0}} \over {1-{\mathbf {v} _{abs}^{2} \over c^{2}}}}}
Порівняємо цю формулу з формулою (24), одержаною в класичній механіці. Єдиною відмінністю є знаменник в (56), який враховує уповільнення часу (формула 43), що пов'язане з рухом матеріальної точки.
Цікаво, що в формулі (56) для системи координат, що обертається, знаменник може перетворитися в нуль або стати від'ємним. Адже далеко від осі обертання швидкість рухомої системи координат відносно нерухомої може перевищити швидкість світла. Ясно, що на таких відстанях не може існувати матеріального тіла, яке б рухалося разом із системою координат — в цьому разі і система координат, і сила (56) стають не більше ніж математичною абстракцією, що не має фізичного трактування.